# دیولینو
دیولینو (به بلغاری: Dyulino) یک منطقهٔ مسکونی در بلغارستان است که در استان وارنا واقع شده‌است.
 دیولینو  ۳۹۳ نفر جمعیت دارد و ۶۰ متر بالاتر از سطح دریا واقع شده‌است.